# La Cité des Rocheuses

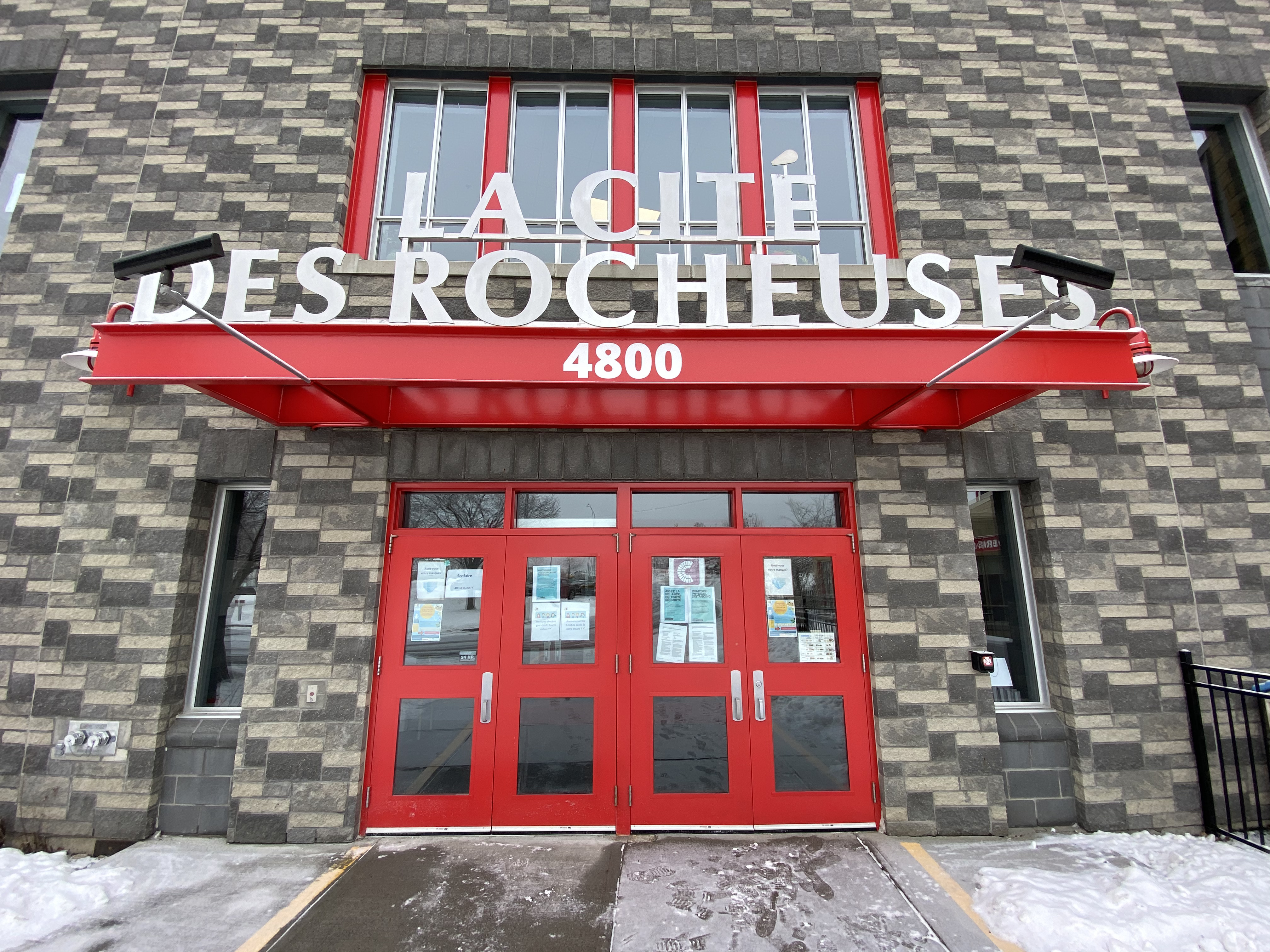
La Cité des Rocheuses

La Cité des Rocheuses est un organisme francophone à but non lucratif situé à Calgary, dans la province canadienne de l'Alberta. Créée en 1996 sous le nom La Société du centre scolaire communautaire de Calgary, elle change légalement de nom en juin 2022 pour devenir Société la Cité des Rocheuses.
Mission : Être le carrefour culturel et le centre de services pour votre communauté.
Vision : La Cité au cœur de votre francophonie.
Valeurs : Créatif, collaboratif, dynamique et accueillant.

## Contexte
Majoritairement anglophone, l'Alberta compte également une population importante dont le français est la langue maternelle. Le recensement de 2021 évalue cette population à plus de 80.000 personnes. Quant aux personnes capables de s'exprimer en français, le recensement estime leur nombre à plus de 260.000. Cette population évolue cependant de manière dispersée au sein de la majorité anglophone et l’investissement communautaire reste finalement peu marqué. Le morcellement de la communauté francophone en de multiples associations partenaires mais rivales de fait, a contribué à fragiliser la portée de leur message rassembleur.

## Activités culturelles et communautaires
La Cité des Rocheuses promeut l'enrichissement culturel et les dialogues interculturels et pluridisciplinaires. Sa mission principale est de fournir un lieu de rassemblement au grand public, de diffuser un programme artistique, culturel et communautaire en français répondant aux besoins et désirs des francophones et francophiles de la région de Calgary, en accordant une attention particulière à la jeunesse.
L'association coordonne et présente de nombreux événements à portée culturelle, artistique et éducative pour la communauté et la jeunesse de la région de Calgary, tels que des projections de films, des conférences et séminaires, des événements interculturels, des représentations théâtrales, des concerts et des festivals, en français et en anglais. De nombreux artistes francophones, tels que Ariane Moffatt, Louis-José Houde, Lisa Leblanc, Maxim Martin, Laurent Paquin, Mario Jean, Marianna Mazza ou encore Zachary Richard, ont donné des représentations à la Cité des Rocheuses.

## Autres services
Le 4 juillet 2017, la Cité des Rocheuses a ouvert un centre d'accueil pour les nouveaux arrivants et l’ensemble des communautés immigrantes à Calgary. Rebaptisé Portail durant l'année 2022, le service est né d'une collaboration avec son pendant anglophone, Gateway, afin d'éviter la duplication des services. Portail permet aux nouveaux arrivants d'obtenir une évaluation de leurs besoins et de les aiguiller vers d'autres services et organismes, francophones ou anglophones, pouvant répondre à ces besoins.
En septembre 2019, deux services ont été ajoutés au panel proposé par la Cité des Rocheuses.
Tout d'abord le service Pré-départ Alberta : ce service pour les immigrants francophones au Canada (hors Québec) est une collaboration entre provinces visant à faciliter les échanges entre les communautés francophones en situation minoritaire dans les Prairies canadiennes.
Ensuite le programme AccèsCLIC, cours de français pour les immigrants au Canada (CLIC, équivalent du LINC en anglais) financé par Immigration, Réfugiés et Citoyenneté Canada (IRCC), qui permet d’acquérir des compétences linguistiques de base.
La Cité des Rocheuses propose aussi des locations d'espaces : théâtre, salle de conférence, etc. Le théâtre de la Cité des Rocheuses est doté d’un équipement professionnel, incluant des systèmes son et lumières, un projecteur, etc. Il peut accueillir jusqu’à 200 personnes et il est idéal pour les pièces, spectacles, présentations ou activités culturelles, événements, etc. Il est facilement accessible aux personnes à mobilité réduite. La salle de conférence est équipée d’un smartboard pour les présentations ou rencontres en ligne et peut accueillir réunions ou séminaires.